# Partecipanti a Gran varietà

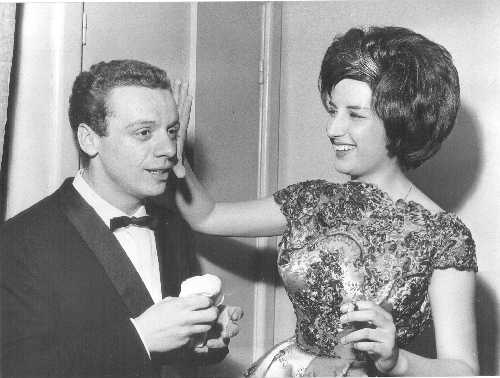
Johnny Dorelli e Mina (qui in una foto del 1960) furono tra i protagonisti della trasmissione radiofonica: Dorelli la condusse per 22 edizioni e Mina partecipò a quattro edizioni (tra le quali la prima e quella del decennale) cantando tre sigle di chiusura, Sono come tu mi vuoi nel 1966, La scala buia nel 1974 e Colpa mia nel 1976.

Questa lista raggruppa, per numero di edizioni e in ordine di apparizione, i 123 partecipanti: 74 attori e 49 tra cantanti, gruppi e musicisti della trasmissione radiofonica Gran varietà, andata in onda per 42 edizioni e 625 puntate: da luglio 1966 all'ottobre 1976 e da novembre 1977 a luglio 1979, figuranti nel cast riportato sul periodico Radiocorriere TV.

## Attori ospiti fissi
Gli attori che sono stati accreditati sulla rivista Radiocorriere TV come ospiti fissi del cast della trasmissione furono 74.
In neretto sono indicati i sette, tra attori e cantanti, che hanno anche condotto la trasmissione, oltre a esserne stati ospiti. Nella lista è stato volutamente escluso Johnny Dorelli perché, avendone condotto 22 edizioni, non è mai stato ospite fisso in nessun altro dei 20 cicli non presentati da lui.

### Undici edizioni
- Raimondo Vianello (2 come ospite fisso, 9 da conduttore) – 3ª edizione (gennaio-marzo 1967), 5ª edizione (luglio-settembre 1967), 6ª edizione (ottobre-dicembre 1967), 7ª edizione (gennaio-marzo 1968), 8ª edizione (aprile-giugno 1968), 16ª edizione (aprile-giugno 1970), 17ª edizione (luglio-settembre 1970), 18ª edizione (ottobre-dicembre 1970), 19ª edizione (gennaio-marzo 1971), 20ª edizione (aprile-giugno 1971) e 37ª edizione (luglio-ottobre 1976).

### Otto edizioni
- Walter Chiari (4 come ospite fisso, 4 da conduttore) – 1ª edizione (luglio-settembre 1966), 14ª edizione (ottobre 1969-gennaio 1970), 15ª edizione (gennaio-aprile 1970), 26ª edizione (novembre 1972-febbraio 1973), 31ª edizione (luglio-ottobre 1974), 34ª edizione (luglio-ottobre 1975), 38ª edizione (novembre 1977-febbraio 1978) e 40ª edizione (luglio-ottobre 1978).
- Sandra Mondaini – 3ª edizione (gennaio-marzo 1967), 16ª edizione (aprile-giugno 1970), 17ª edizione (luglio-settembre 1970), 18ª edizione (ottobre-dicembre 1970), 19ª edizione (gennaio-marzo 1971), 20ª edizione (aprile-giugno 1971), 37ª edizione (luglio-ottobre 1976) e 42ª edizione (marzo-luglio 1979).
- Ugo Tognazzi – 4ª edizione (aprile-giugno 1967, Ugo e la sua coscienza), 18ª edizione (ottobre-dicembre 1970, L'aspirante autore e il Capo Divisione Programmi, con Raimondo Vianello), 28ª edizione (luglio-ottobre 1973, Le ricette di cucina e l'attualità), 29ª edizione (novembre 1973-febbraio 1974, Tre Ugo Tre Ugo), 30ª edizione (marzo-giugno 1974, Tre Ugo Tre Ugo), 32ª edizione (novembre 1974-febbraio 1975, Don Gnazzi), 35ª edizione (novembre-dicembre 1975, Il Professore della Tavola Rotonda) e 38ª edizione (novembre 1977-febbraio 1978, Ufo Tognazzi e il gatto Astronzodiaco)[1].

### Sette edizioni
- Monica Vitti – 3ª edizione (gennaio-marzo 1967), 19ª edizione (gennaio-marzo 1971, Rosalia e Leopoldo, con Raimondo Vianello), 21ª edizione (luglio-settembre 1971), 24ª edizione (aprile-giugno 1972, Rosalia e Leopoldo, con Johnny Dorelli), 26ª edizione (novembre 1972-febbraio 1973, Rosalia la portinaia, con Dario Penne e Renato Mori), 29ª edizione (novembre 1973-febbraio 1974, Marion Glacè, con Pietro De Vico, Mario Frera, Gilberto Mazzi), 37ª edizione (luglio-ottobre 1976) e 39ª edizione (marzo-giugno 1978).
- Catherine Spaak – 11ª edizione (gennaio-marzo 1969), 27ª edizione (marzo-giugno 1973), 28ª edizione (luglio-ottobre 1973), 32ª edizione (novembre 1974-febbraio 1975), 33ª edizione (marzo-giugno 1975), 37ª edizione (luglio-ottobre 1976) e 38ª edizione (novembre 1977-febbraio 1978).

### Sei edizioni
- Paolo Panelli – 1ª edizione (luglio-settembre 1966), 7ª edizione (gennaio-marzo 1968, con Renato Izzo), 20ª edizione (aprile-giugno 1971), 23ª edizione (gennaio-marzo 1972, con Renato Izzo), 32ª edizione (novembre 1974-febbraio 1975, con Gianni Agus) e 36ª edizione (marzo-giugno 1976).
- Gianni Agus – 6ª edizione (ottobre-dicembre 1967, con Carlo Dapporto), 15ª edizione (gennaio-aprile 1970, con Sylva Koscina), 32ª edizione (novembre 1974-febbraio 1975, con Paolo Panelli), 35ª edizione (novembre-dicembre 1975, con Giusi Raspani Dandolo), 38ª edizione (novembre 1977-febbraio 1978) e 41ª edizione (novembre 1978-febbraio 1979, con Aroldo Tieri e Giuliana Lojodice).
- Lando Buzzanca (5 come ospite fisso, 1 da conduttore) – 16ª edizione (aprile-giugno 1970, con Delia Scala), 17ª edizione (luglio-settembre 1970), 22ª edizione (ottobre-dicembre 1971), 23ª edizione (gennaio-marzo 1972), 27ª edizione (marzo-giugno 1973, con Enzo Liberti) e 30ª edizione (marzo-giugno 1974).

### Cinque edizioni
- Alberto Lupo – 1ª edizione (luglio-settembre 1966), 8ª edizione (aprile-giugno 1968), 21ª edizione (luglio-settembre 1971, con Alighiero Noschese), 28ª edizione (luglio-ottobre 1973, con Paola Pitagora) e 39ª edizione (marzo-giugno 1978).
- Rina Morelli – 1ª edizione (luglio-settembre 1966, da sola), 2ª edizione (ottobre-dicembre 1966, con Paolo Stoppa), 5ª edizione (luglio-settembre 1967, con Paolo Stoppa), 15ª edizione (gennaio-aprile 1970, con Paolo Stoppa) e 29ª edizione (novembre 1973-febbraio 1974, con Paolo Stoppa).
- Paolo Stoppa – 2ª edizione (ottobre-dicembre 1966, con Rina Morelli), 5ª edizione (luglio-settembre 1967, con Rina Morelli), 12ª edizione (aprile-giugno 1969, da solo), 15ª edizione (gennaio-aprile 1970, con Rina Morelli) e 29ª edizione (novembre 1973-febbraio 1974, con Rina Morelli).
- Alighiero Noschese – 5ª edizione (luglio-settembre 1967), 10ª edizione (ottobre-dicembre 1968), 15ª edizione (gennaio-aprile 1970), 21ª edizione (luglio-settembre 1971, con Alberto Lupo) e 27ª edizione (marzo-giugno 1973).
- Paolo Villaggio (3 come ospite fisso, 2 da conduttore) – 9ª edizione (luglio-settembre 1968), 29ª edizione (novembre 1973-febbraio 1974), 34ª edizione (luglio-ottobre 1975), 35ª edizione (novembre 1975-febbraio 1976)[2] e 36ª edizione (marzo-giugno 1976).
- Giuliana Lojodice – 13ª edizione (luglio-settembre 1969, con Aroldo Tieri), 17ª edizione (luglio-settembre 1970, con Aroldo Tieri), 31ª edizione (luglio-ottobre 1974, con Aroldo Tieri), 36ª edizione (marzo-giugno 1976, con Aroldo Tieri) e 41ª edizione (novembre 1978-febbraio 1979, con Aroldo Tieri e Gianni Agus).
- Aroldo Tieri – 13ª edizione (luglio-settembre 1969, con Giuliana Lojodice), 17ª edizione (luglio-settembre 1970, con Giuliana Lojodice), 31ª edizione (luglio-ottobre 1974, con Giuliana Lojodice), 36ª edizione (marzo-giugno 1976, con Giuliana Lojodice) e 41ª edizione (novembre 1978-febbraio 1979, con Giuliana Lojodice e Gianni Agus).
- Carlo Campanini – 15ª edizione (gennaio-aprile 1970, con Walter Chiari), 16ª edizione (aprile-giugno 1970, con Walter Chiari), 26ª edizione (dicembre 1972-febbraio 1973, con Walter Chiari), 33ª edizione (marzo-giugno 1975, con Bice Valori) e 34ª edizione (luglio-ottobre 1975, con Bice Valori).
- Gianrico Tedeschi – 23ª edizione (gennaio-marzo 1972), 26ª edizione (novembre 1972-febbraio 1973), 31ª edizione (luglio-ottobre 1974), 37ª edizione (luglio-ottobre 1976) e 38ª edizione (novembre 1977-febbraio 1978).
- Enrico Montesano – 24ª edizione (aprile-giugno 1972), 28ª edizione (luglio-ottobre 1973), 31ª edizione (luglio-ottobre 1974), 36ª edizione (marzo-giugno 1976) e 42ª edizione (marzo-luglio 1979).

### Quattro edizioni
- Vittorio Gassman – 2ª edizione (ottobre-dicembre 1966), 24ª edizione (aprile-giugno 1972), 30ª edizione (marzo-giugno 1974) e 31ª edizione (luglio-ottobre 1974).
- Renato Rascel – 2ª edizione (ottobre-dicembre 1966), 6ª edizione (ottobre-dicembre 1967, con Delia Scala), 12ª edizione (marzo-giugno 1969) e 13ª edizione (luglio-settembre 1969).
- Gino Bramieri (2 come ospite fisso, 2 da conduttore) – 4ª edizione (aprile-giugno 1967), 8ª edizione (aprile-giugno 1968), 41ª edizione (novembre 1978-febbraio 1979) e 42ª edizione (marzo-luglio 1979).
- Valeria Valeri – 4ª edizione (aprile-giugno 1967), 9ª edizione (luglio-settembre 1968), 18ª edizione (ottobre-dicembre 1970) e 42ª edizione (marzo-luglio 1979).
- Bice Valori – 5ª edizione (luglio-settembre 1967, con Franco Latini), 18ª edizione (ottobre-dicembre 1970), 33ª edizione (marzo-giugno 1975, con Carlo Campanini) e 34ª edizione (luglio-ottobre 1975, con Carlo Campanini).

### Tre edizioni
- Nino Manfredi – 3ª edizione (gennaio-marzo 1967), 9ª edizione (luglio-settembre 1968) e 10ª edizione (ottobre-dicembre 1968).
- Enrico Maria Salerno – 4ª edizione (aprile-giugno 1967), 9ª edizione (luglio-settembre 1968) e 18ª edizione (ottobre-dicembre 1970).
- Delia Scala – 6ª edizione (ottobre-dicembre 1967, con Renato Rascel), 10ª edizione (ottobre-dicembre 1968) e 16ª edizione (aprile-giugno 1970, con Lando Buzzanca).
- Rosanna Schiaffino – 7ª edizione (gennaio-marzo 1968), 8ª edizione (aprile-giugno 1968) e 23ª edizione (gennaio-marzo 1972).
- Gino Cervi – 10ª edizione (ottobre-dicembre 1968), 11ª edizione (gennaio-marzo 1969) e 25ª edizione (luglio-ottobre 1972).
- Francesco Mulè – 19ª edizione (gennaio-marzo 1971, con Vittorio Congia), 32ª edizione (novembre 1974-febbraio 1975, con Giovanna Ralli) e 42ª edizione (marzo-luglio 1979).
- Franco Franchi – 20ª edizione (aprile-giugno 1971, con Ciccio Ingrassia), 25ª edizione (luglio-ottobre 1972, con Ciccio Ingrassia) e 40ª edizione (luglio-ottobre 1978, con Ettore Conti).
- Gigi Proietti – 27ª edizione (marzo-giugno 1973)[3], 34ª edizione (luglio-ottobre 1975) e 41ª edizione (novembre 1978-febbraio 1979).

### Due edizioni
- Gina Lollobrigida – 2ª edizione (ottobre-dicembre 1966) e 14ª edizione (ottobre 1969-gennaio 1970).
- Elio Pandolfi – 3ª edizione (gennaio-marzo 1967, con Isa Di Marzio) e 18ª edizione (ottobre-dicembre 1970).
- Aldo Fabrizi – 5ª edizione (luglio-settembre 1967) e 33ª edizione (marzo-giugno 1975, con Nino Taranto).
- Franca Valeri – 6ª edizione (ottobre-dicembre 1967, Le donne lavoratrici)[4] e 11ª edizione (gennaio-marzo 1969).
- Carlo Dapporto – 6ª edizione (ottobre-dicembre 1967, con Gianni Agus) e 13ª edizione (luglio-settembre 1969).
- Peppino De Filippo – 7ª edizione (gennaio-marzo 1968, con Luigi De Filippo) e 14ª edizione (ottobre 1969-gennaio 1970).
- Carlo Giuffré – 8ª edizione (aprile-giugno 1968, con Rossella Falk) e 12ª edizione (aprile-giugno 1969, con Aldo Giuffrè).
- Sandra Milo – 9ª edizione (luglio-settembre 1968) e 30ª edizione (marzo-giugno 1974).
- Virna Lisi – 13ª edizione (luglio-settembre 1969) e 25ª edizione (luglio-ottobre 1972, con Johnny Dorelli).
- Sylva Koscina – 15ª edizione (gennaio-aprile 1970, con Gianni Agus) e 16ª edizione (aprile-giugno 1970).
- Ubaldo Lay – 16ª edizione (aprile-giugno 1970) e 40ª edizione (luglio-ottobre 1978).
- Ciccio Ingrassia – 20ª edizione (aprile-giugno 1971, con Franco Franchi) e 25ª edizione (luglio-ottobre 1972, con Franco Franchi).
- Isabella Biagini – 22ª edizione (ottobre-dicembre 1971, con Enrico Simonetti) e 27ª edizione (marzo-giugno 1973, con Antonio Guidi).
- Giovanna Ralli – 22ª edizione (ottobre-dicembre 1971) e 32ª edizione (novembre 1974-febbraio 1975, con Francesco Mulè).
- Cochi e Renato (Cochi Ponzoni e Renato Pozzetto) – 26ª edizione (novembre 1972-febbraio 1973) e 35ª edizione (gennaio-febbraio 1976).

### Una edizione
- Andreina Pagnani – 3ª edizione (gennaio-marzo 1967).
- Margaret Lee – 6ª edizione (ottobre-dicembre 1967).
- Lilla Brignone – 7ª edizione (gennaio-marzo 1968, con Renato Turi).
- Luigi De Filippo – 7ª edizione (gennaio-marzo 1968, con Peppino De Filippo).
- Rossella Falk – 8ª edizione (aprile-giugno 1968, con Carlo Giuffrè).
- Anna Moffo – 9ª edizione (luglio-settembre 1968).
- Alberto Sordi – 11ª edizione (gennaio-marzo 1969).
- Ira von Fürstenberg – 12ª edizione (aprile-giugno 1969).
- Aldo Giuffré – 12ª edizione (aprile-giugno 1969, con Carlo Giuffrè).
- Alida Chelli – 14ª edizione (ottobre 1969-gennaio 1970, con Walter Chiari).
- Lina Volonghi – 14ª edizione (ottobre 1969-gennaio 1970).
- Senta Berger – 17ª edizione (luglio-settembre 1970).
- Maria Grazia Buccella – 18ª edizione (ottobre-dicembre 1970).
- Vittorio Congia – 19ª edizione (gennaio-marzo 1971, con Francesco Mulè).
- Florinda Bolkan – 20ª edizione (aprile-giugno 1971).
- Amedeo Nazzari – 22ª edizione (ottobre-dicembre 1971).
- Arnoldo Foà – 24ª edizione (aprile-giugno 1972).
- Paola Pitagora – 28ª edizione (luglio-ottobre 1973, con Alberto Lupo).
- Nino Taranto – 33ª edizione (marzo-giugno 1975, con Aldo Fabrizi).
- Romolo Valli – 33ª edizione (marzo-giugno 1975).
- Giusi Raspani Dandolo – 35ª edizione (novembre-dicembre 1975, con Gianni Agus).
- Ugo Gregoretti – 39ª edizione (marzo-giugno 1978).
- Antonio Casagrande – 40ª edizione (luglio-ottobre 1978, con Angela Luce e Massimo Ranieri).
- Angela Luce – 40ª edizione (luglio-ottobre 1978, con Antonio Casagrande e Massimo Ranieri).
- Lino Banfi – 41ª edizione (novembre 1978-febbraio 1979).
- Walter Maestosi – 41ª edizione (novembre 1978-febbraio 1979).

## Attori ospiti saltuari
Agli ospiti fissi se ne aggiungono altri, elencati di seguito, perlopiù provenienti dal teatro o dal settore del doppiaggio, non segnalati sulla rivista ma soltanto alla fine di ogni puntata, durante la sigla finale, elencati dall'annunciatore o dall'annunciatrice.
In alcuni casi gli attori recitavano in tutte le scenette a fianco dell'interprete principale (ad esempio Renato Izzo prese parte con Paolo Panelli negli sketch di Alvaro il Tassinaro alla 7ª edizione nel 1968 e nella prima serie di Menelao Strarompi alla 23ª edizione nel 1972), in altri invece partecipavano soltanto a qualche scenetta.
Tra quelli non elencati di seguito, parteciparono inoltre Gianfranco Bellini, Giovanna Mainardi, Gioietta Gentile, Ombretta De Carlo e svariati altri.

### Tre edizioni
- Enzo Liberti – 27ª edizione (marzo-giugno 1973, con Lando Buzzanca), 32ª edizione (novembre 1974-febbraio 1975, saltuariamente con Paolo Panelli) e 41ª edizione (novembre 1978-febbraio 1979, saltuariamente con Gigi Proietti).

### Due edizioni
- Renato Izzo – 7ª edizione (gennaio-marzo 1968, con Paolo Panelli) e 23ª edizione (gennaio-marzo 1972, con Paolo Panelli).
- Franco Pucci – 25ª edizione (luglio-agosto 1972, saltuariamente con Gino Cervi) e 26ª edizione (novembre 1972-febbraio 1973, con Raffaella Carrà, Gianni Morandi e Massimo Ranieri).
- Carla Comaschi – 25ª edizione (luglio-agosto 1972, saltuariamente con Gino Cervi) e 27ª edizione (marzo-giugno 1973, saltuariamente con Lando Buzzanca).

### Una edizione
- Emy Eco – 2ª edizione (ottobre-dicembre 1966, con Johnny Dorelli).
- Isa Di Marzio – 3ª edizione (gennaio-marzo 1967, con Elio Pandolfi).
- Franco Latini – 5ª edizione (luglio-settembre 1967, con Bice Valori).
- Renato Turi – 7ª edizione (gennaio-marzo 1968, con Lilla Brignone).
- Silvio Spaccesi – 19ª edizione (gennaio-marzo 1971, con Domenico Modugno).
- Dario Penne – 26ª edizione (novembre 1972-febbraio 1973, con Monica Vitti).
- Manlio Guardabassi – 26ª edizione (novembre 1972-febbraio 1973, con Monica Vitti).
- Renato Mori – 26ª edizione (novembre 1972-febbraio 1973, con Monica Vitti).
- Antonio Guidi – 27ª edizione (marzo-giugno 1973, con Isabella Biagini).
- Pietro De Vico – 29ª edizione (novembre 1973-febbraio 1974, con Monica Vitti).
- Mario Frera – 29ª edizione (novembre 1973-febbraio 1974, con Monica Vitti).
- Gilberto Mazzi – 29ª edizione (novembre 1973-febbraio 1974, con Monica Vitti).
- Angelo Nicotra – 30ª edizione (marzo-giugno 1974, con Sandra Milo).
- Carlo Baccarini – 37ª edizione (luglio-ottobre 1976).
- Ettore Conti – 40ª edizione (luglio-ottobre 1978, con Franco Franchi).

## Cantanti, gruppi musicali e musicisti ospiti fissi
I cantanti, gruppi e musicisti che sono stati accreditati sulla rivista Radiocorriere TV come ospiti fissi del cast della trasmissione furono 49.

### Otto edizioni
- Raffaella Carrà (5 come ospite fissa, 3 da conduttrice) – 15ª edizione (gennaio-aprile 1970), 25ª edizione (luglio-ottobre 1972), 26ª edizione (novembre 1972-febbraio 1973), 29ª edizione (novembre 1973-marzo 1974), 34ª edizione (luglio-ottobre 1975), 35ª edizione (novembre-dicembre 1975)[5], 36ª edizione (marzo-giugno 1976) e 41ª edizione (novembre 1978-febbraio 1979).

### Cinque edizioni
- Ornella Vanoni – 3ª edizione (gennaio-marzo 1967), 18ª edizione (ottobre-dicembre 1970), 28ª edizione (luglio-ottobre 1973), 32ª edizione (novembre 1974-febbraio 1975) e 39ª edizione (marzo-giugno 1978).
- Adriano Celentano – 12ª edizione (marzo-giugno 1969), 17ª edizione (luglio-settembre 1970), 23ª edizione (gennaio-marzo 1972), 26ª edizione (novembre 1972-febbraio 1973) e 37ª edizione (settembre-ottobre 1976).

### Quattro edizioni
- Mina – 1ª edizione (luglio-settembre 1966), 31ª edizione (luglio-ottobre 1974), 37ª edizione (settembre-ottobre 1976) e 38ª edizione (novembre 1977-febbraio 1978).
- Iva Zanicchi – 12ª edizione (aprile-giugno 1969), 19ª edizione (gennaio-marzo 1971), 25ª edizione (luglio-agosto 1972) e 29ª edizione (novembre 1973-febbraio 1974).

### Tre edizioni
- Gianni Morandi – 8ª edizione (aprile-giugno 1968), 14ª edizione (ottobre 1969-gennaio 1970) e 26ª edizione (gennaio-febbraio 1973).
- Patty Pravo – 10ª edizione (ottobre-dicembre 1968), 21ª edizione (luglio-settembre 1971) e 30ª edizione (maggio 1974).
- Massimo Ranieri – 18ª edizione (ottobre-dicembre 1970), 26ª edizione (gennaio-febbraio 1973) e 40ª edizione (luglio-ottobre 1978, con Antonio Casagrande e Angela Luce).
- Domenico Modugno (2 come ospite fisso, 1 da conduttore) – 19ª edizione (gennaio-marzo 1971, con Silvio Spaccesi), 36ª edizione (marzo-giugno 1976) e 40ª edizione (luglio-ottobre 1978).

### Due edizioni
- Caterina Caselli – 6ª edizione (ottobre-dicembre 1967) e 25ª edizione (settembre-ottobre 1972).
- Milva – 11ª edizione (gennaio-marzo 1969) e 24ª edizione (aprile-giugno 1972).
- Sylvie Vartan – 13ª edizione (luglio-settembre 1969) e 26ª edizione (novembre-dicembre 1972).
- Orietta Berti – 14ª edizione (ottobre 1969-gennaio 1970) e 22ª edizione (ottobre-dicembre 1971).
- Loretta Goggi – 28ª edizione (luglio-ottobre 1973) e 37ª edizione (luglio-agosto 1976).
- Fred Bongusto – 30ª edizione (marzo-aprile 1974) e 35ª edizione (novembre-dicembre 1975).

### Una edizione
- Rita Pavone – 2ª edizione (ottobre-dicembre 1966).
- Miranda Martino – 4ª edizione (aprile-giugno 1967, con Johnny Dorelli).
- Don Lurio – 4ª edizione (aprile-giugno 1967, con Armando Trovajoli e Lelio Luttazzi).
- Armando Trovajoli – 4ª edizione (aprile-giugno 1967, con Don Lurio e Lelio Luttazzi).
- Gigliola Cinquetti – 5ª edizione (luglio-settembre 1967).
- Rocky Roberts – 5ª edizione (luglio-settembre 1967).
- Alice ed Ellen Kessler – 7ª edizione (gennaio-marzo 1968).
- Fausto Leali – 7ª edizione (gennaio-marzo 1968).
- Equipe 84 – 8ª edizione (aprile-giugno 1968).
- Little Tony – 10ª edizione (ottobre-dicembre 1968).
- Nino Ferrer – 15ª edizione (gennaio-aprile 1970).
- Sandie Shaw – 15ª edizione (gennaio-aprile 1970).
- Al Bano – 16ª edizione (aprile-giugno 1970).
- Romina Power – 16ª edizione (aprile-giugno 1970).
- Antoine – 16ª edizione (aprile-giugno 1970).
- Mal – 17ª edizione (luglio-settembre 1970).
- Claudia Mori – 17ª edizione (luglio-settembre 1970).
- Charles Aznavour – 20ª edizione (aprile-giugno 1971).
- Quartetto Cetra – 20ª edizione (aprile-giugno 1971).
- Minnie Minoprio – 21ª edizione (luglio-settembre 1971).
- Mino Reitano – 22ª edizione (ottobre-dicembre 1971).
- Ricchi e Poveri – 25ª edizione (luglio-ottobre 1972).
- Marcella Bella – 27ª edizione (marzo-giugno 1973).
- Peppino di Capri – 30ª edizione (maggio-giugno 1974).
- Bruno Martino – 30ª edizione (marzo-giugno 1974).
- Gilda Giuliani – 30ª edizione (marzo-aprile 1974).
- Mia Martini – 30ª edizione (giugno 1974).
- Gianni Nazzaro – 31ª edizione (luglio-ottobre 1974).
- Il Guardiano del Faro (Federico Monti Arduini) – 34ª edizione (luglio-ottobre 1975).
- Claudio Baglioni – 35ª edizione (novembre-dicembre 1975).
- Drupi – 35ª edizione (gennaio-febbraio 1976).
- Betty Wright – 37ª edizione (luglio-agosto 1976).
- Matia Bazar – 41ª edizione (novembre 1978-febbraio 1979).
- Dee D. Jackson – 42ª edizione (marzo-luglio 1979).

## Cantanti, gruppi musicali e musicisti ospiti saltuari
A questi, naturalmente, vanno aggiunti tutti quelli che hanno partecipato saltuariamente al programma, tra i quali Lucio Dalla in una puntata dell'estate 1974, e inoltre Ombretta Colli, Giorgio Gaber, Peppino Gagliardi, Adriano Pappalardo, Michel Fugain, Rino Gaetano e tantissimi altri.

### Sei edizioni
- Mia Martini – 25ª edizione (luglio-ottobre 1972, presenta Donna sola), 32ª edizione (novembre 1974-febbraio 1975, presenta il brano di repertorio Piccolo uomo e i brani nuovi Tutti uguali e Donna con te, facenti parte dello stesso singolo), 34ª edizione (luglio-ottobre 1975, presenta Principessa di turno), 37ª edizione (luglio-agosto 1976, presenta Che vuoi che sia...se t'ho aspettato tanto), 38ª edizione (novembre 1977-febbraio 1978, presenta Per amarti) e 40ª edizione (luglio-ottobre 1978, presenta Vola).

### Tre edizioni
- Lucio Battisti – 14ª edizione (ottobre 1969-gennaio 1970, presenta Mi ritorni in mente), 22ª edizione (ottobre-dicembre 1971, presenta E penso a te) e 26ª edizione (novembre 1972-febbraio 1973, presenta Il mio canto libero).

### Una edizione
- Lelio Luttazzi – 4ª edizione (aprile-giugno 1967, con Armando Trovajoli e Don Lurio).
- Enrico Simonetti – 22ª edizione (ottobre-dicembre 1971, con Isabella Biagini).
- Paul Anka – 32ª edizione (novembre 1974-febbraio 1975).
- Paolo Ormi – 35ª edizione (novembre-dicembre 1975, con Raffaella Carrà e Paolo Villaggio).

## Partecipazioni straordinarie
Sono elencate personalità celebri del mondo dello spettacolo che hanno partecipato a una sola puntata della trasmissione.
- Marcello Mastroianni – 8ª edizione, ospite d'onore della centesima puntata, il 26 maggio 1968, nella scenetta Marcello il pigro con Raimondo Vianello come spalla[7].
- Yves Montand – 12ª edizione, partecipa alla puntata del 15 giugno 1969, dove presenta i film Z - L'orgia del potere e L'amica delle 5 ½ e canta Les feuilles mortes[8].
- Ernest Borgnine – 26ª edizione, partecipa alla puntata del 18 febbraio 1973, dove presenta il film L'avventura del Poseidon[9].
- Ingrid Bergman – 39ª edizione, dove presenta lo spettacolo teatrale Waters of the Moon di N.C. Hunter e il film Sinfonia d'autunno[10].

## Direttori d'orchestra
Oltre a Marcello De Martino, che ha condotto l'orchestra per tutte le 42 edizioni della trasmissione, ci sono stati altri due direttori di complessi musicali accreditati sul Radiocorriere TV.
- Gino Bettoni – 27ª edizione (marzo-giugno 1973).
- Irio De Paula – 35ª edizione (novembre-dicembre 1975).